# 第一共和国 (オーストリア)

オーストリア共和国
Republik Österreich (ドイツ語)

国歌: 
Deutschösterreich, du herrliches Land（ドイツ語）
ドイツ人のオーストリア、汝壮麗なる国よ（1920年 - 1929年）

Sei gesegnet ohne Ende（ドイツ語）
終わり無き祝福あらんことを（1929年 - 1938年）

オーストリア共和国の位置（1933年）

オーストリア第一共和国（オーストリアだいいちきょうわこく、ドイツ語: Erste Österreichische Republik、正式名称：オーストリア共和国）は、第一次世界大戦の講和条約であるサン＝ジェルマン条約（1919年9月10日締結）によって成立した国家である。この条約により、ハプスブルク家の残存国家であったドイツ＝オーストリア共和国が解体された。オーストリア第一共和国は、1934年にエンゲルベルト・ドルフースとその率いる祖国戦線による独裁政権のもとでオーストロファシズムのオーストリア連邦国が成立するまで存続した。共和国憲法は1920年10月1日に制定され、1929年12月7日に改正された。この時代のオーストリアは、1927年7月の暴動や1934年のオーストリア内戦に代表されるように、左翼と右翼の政治勢力の対立による暴力的な混乱に見舞われた。

## 概要
第一共和国は、オーストリア革命により、ハプスブルク家の帝政（オーストリア＝ハンガリー帝国）を打倒し成立した。しかし、二大政党を形成した社会民主党（社会民主労働党）とキリスト教社会党の対立・反目により政治が安定しなかった。エンゲルベルト・ドルフース率いるキリスト教社会党政権の下、1934年2月に社会民主党は解散を強制され、独裁的なオーストロファシズム体制が確立したが、最終的にはナチス・ドイツに併合され（アンシュルス）、第一共和国は終焉した。
第二次世界大戦後、1945年から1955年にかけて連合軍による分割占領時代があり、その後に成立し現在まで続くオーストリア共和国は両大戦間期と区別して第二共和国と呼ばれる。

## 沿革

### オーストリア革命
第一次世界大戦末期、同盟国として参戦していたオーストリア＝ハンガリー帝国では、皇帝を中心とする総力戦体制が破綻し、ハンガリー人・チェコ人など支配下の諸民族が分離独立の動きを見せるようになった。皇帝カール1世は最後まで帝国の維持に努力したがことごとく失敗し、1918年10月には事実上の退位をよぎなくされた。
同じ時期、バウアーら左派の指導下で、二重帝国の維持を放棄し諸民族の独立を承認する方針に転じた社会民主党は国政の主導権を握り、レンナーを首班とする社会民主党・キリスト教社会党連立の臨時政府は11月12日、共和国の成立を宣言した。この共和国は、かつて支配下においていた諸地域が独立して領土が激減したことから、ドイツ人が居住するオーストリア地域のみで一国を形成することは困難であるとして、同じく敗戦により共和政（ヴァイマル共和政）が発足した隣国ドイツとの合邦（アンシュルス）をめざす構想を持っていたため、国号として「ドイツ＝オーストリア共和国」を称した。
発足初期においては、国政の主導権を握る社会民主党が、労働評議会運動の高まりを背景に、当時としては先進的な社会政策を次々と打ち出し、独自の漸進的社会革命を進めていったが、1919年10月のサン＝ジェルマン講和条約で経済改革の前提とされていたアンシュルスが公式に否定され（これにより国号を「オーストリア共和国」と改称）、また政権与党である保守派のキリスト教社会党との対立が表面化したことから、1920年10月社会民主党は政権から離脱し、オーストリア革命は終焉した。

### 2大政党の相互不信
共和国において二大政党を形成した社会民主党とキリスト教社会党は、連立解消後、しだいに対立を深めていく。社会民主党が都市部とそこに居住する労働者を支持基盤とし、特に首都ウィーンにおいて1919年以来市政を支配し「赤いウィーン」と称されたのに対し、キリスト教社会党はカトリック教会と結びつき、上層階級や地方の地主・農民層を主な支持基盤としていた。それぞれの党を支持する社会主義者（社会民主主義者）と保守主義者は、同時にそれぞれの（準）軍事組織を有しており、保守派は1921年以降「護国軍」、社会民主党・社会主義者たちは1923年「防衛同盟」（共和国保護同盟）を組織して両者の間では小競り合いや、場合によっては武力衝突などが頻繁に発生するようになり、社会不安を醸成した。
世界恐慌の波及による経済混乱の中で、隣国のドイツでヒトラーのナチス政権が成立すると、ナチズムに共鳴しナチス・ドイツとの合邦を求める声が保守派を中心に高まるようになり、共和国は内側からの危機に苦しむこととなった。1932年4月に首相に就任したキリスト教社会党出身のドルフスは、世界恐慌にデフレ政策で対処しようとしたが、議会では第一党の社会民主党を始めとする多数野党の抵抗によりその政策を実行することは出来なかった。このためドルフスは、自らの独裁体制を強化することで危機を切り抜ける方向に進むこととなった。
ドルフス首相はまず、1933年3月4日に議会を停止し、法令による政治に転換したが、これにより社会民主党は主要な政治的活動の場を奪われた。一方、彼はアンシュルスを標榜し自分の独裁を脅かしかねないナチス勢力の活動を同年6月に禁止した。9月には、キリスト教社会党と護国団を統合して「祖国戦線」（Vaterländische Front）が発足し、政権を支援するための体制作りが進められた。そして社会民主党および「防衛同盟」に対しては挑発的な弾圧が頻繁に行われるようになり、1934年2月に防衛同盟が解散を命じられると、彼らはこの挑発に応えて武装蜂起し、ウィーンを始めとする主要都市で保守派・護国団との間で市街戦が展開された。しかしこの市街戦は防衛同盟・社会民主党の敗北に終わり、蜂起を指導していたバウアー外相ら社会民主党の指導者は亡命を余儀なくされ、1,000人以上の市民が死傷し、1,500人が逮捕、防衛同盟の9名が裁判にかけられ処刑となった。社会民主党やその系列の労働組合は活動禁止となり、国内組織は壊滅した。ついで4月30日にはイタリア・ファシズムにならった新憲法の制定とともに国号が「オーストリア連邦国」と改称され、ドルフスの権威主義的独裁体制は確立された。

### オーストロ・ファシズム
ドルフス首相の下で確立されたこの独裁体制は、オーストロファシズムと呼ばれている。ここでは「職業共同体」と呼ばれる7つの職能代表からなる各評議会組織が、議会に代わって政府に対する補助機関として組織されるコーポラティズム体制が採用された。また、カトリック教会が国教と規定され精神的支柱となったことから宗教的な共通点の多いイタリアのベニート・ムッソリーニ政権と親密な関係を有していた。しかしこのことは、あくまで独墺合邦を追求するナチ党およびその意を体したオーストリア・ナチ党員との対立を呼び起こすこととなり、体制樹立後間もない7月25日、ドルフスはクーデタを試みたオーストリア・ナチ党員に射殺された。クーデタ自体は阻止され、後任の首相にはクルト・シュシュニック教育相が就任した。クーデターの失敗後、ヒトラー政権は副首相フランツ・フォン・パーペンを大使として派遣し、両国関係の沈静化を図ったが、ホスバッハ覚書にあるように、オーストリア併合をあきらめてはいなかった。

## 主な政治指導者

### 歴代大統領
正確には「連邦大統領」。
1. カール・ザイツ（Karl Seitz、1869-1950） - 在任：1919.10.21-20.12.9（社会民主党）
2. ミムエル・ハイニッシュ（Michal Hainisch、1858-1940） - 在任：1920.12.9-28.12.10（無所属→キリスト教社会党、2期）
3. ヴィルヘルム・ミクラス（Wilheim Miklas、1872-1956）- 在任：1928.12.10-1938.3.13（キリスト教社会党、2期）
4. アルトゥル・ザイス＝インクヴァルト〈代行〉（Arthur Seyß-Inquart、1892-1946） - 在任：1938.3.13（ナチス、首相兼任）

### 歴代首相
正確には「連邦首相」。太字は首相の所属政党（ヨハン・ショーバーのみ無所属（官僚出身））。
1. カール・レンナー（Karl Renner、1870-1950） - 在任：1918.11.12-1920.7.7（社会民主党・キリスト教社会党・大ドイツ人民党の連立）
2. ミヒャエル・マイアー（Michael Mayr、1864-1922） - 在任：1920.7.7-1921.6.21（キリスト教民主党・社会民主党の連立）
3. ヨハン・ショーバー（Johann Schober、1874-1932） - 在任：1921.6.21-1922.1.26（キリスト教社会党・大ドイツ人民党の連立）
4. ヴァルター・ブライスキー（Walter Breisky） - 在任：1922.1.26-1.27（キリスト教社会党）
5. ヨハン・ショーバー（第2次） - 在任：1922.1.27-5.31（キリスト教社会党・大ドイツ人民党の連立）
6. イグナーツ・ザイペル（Ignaz Seipel、1876-1932） - 在任：1922.5.31-1924.11.20（キリスト教社会党・大ドイツ人民党の連立）
7. ルドルフ・ラメク（Rudolf Ramek） - 在任：1924.11.20-1926.10.20（キリスト教社会党・大ドイツ人民党の連立）
8. イグナーツ・ザイペル（第2次） - 在任：1926.10.20-1929.5.4（キリスト教社会党・大ドイツ人民党・農民同盟の連立）
9. エルンスト・シュトレールヴィッツ（Ernst Streeruwitz、1874-1952） - 在任：1929.5.4-9.26（キリスト教社会党・農民同盟の連立）
10. ヨハン・ショーバー（第3次） - 在任：1929.9.26-1930.9.30（キリスト教社会党）
11. カール・ファウゴイン（Carl Vaugoin、1873-1949） - 在任：1930.9-12.4（キリスト教社会党）
12. オットー・エンダー（Otto Ender、1875-1960） - 在任：1930.12.4-1931.6.20（キリスト教社会党）
13. カール・ブレシュ（Karl Buresch、1878-1936） - 在任：1931.6.20-1932.5.20（キリスト教社会党・農民同盟の連立）
14. エンゲルベルト・ドルフース（Engelbert Dollfuß、1892-1934） - 在任：1932.5.20-1933.3.4（キリスト教社会党・農民同盟・護国団の連立）

オーストロファシズム体制期
1. エンゲルベルト・ドルフース - 在任：1933.3.4-1934.7.25（祖国戦線）

### キリスト教社会党
- イグナーツ・ザイペル（首相在任は計5期）
- ミヒャエル・マイアー（首相在任は計2期）
- エルンスト・シュトレールヴィッツ（首相在任1期）
- カール・ファウゴイン（首相在任1期）
- オットー・エンダー（首相在任1期）
- カール・ブレシュ（首相在任は計2期）
- エンゲルベルト・ドルフース（首相在任は計3期）

### 社会民主労働党（社会民主党）
- カール・レンナー（首相在任は計3期、国民議会議長1930.11-1933.3 / 戦後に初代首相1945.4-12（1期）、初代大統領1945.12-1950.12）
- ヴィクトル・アドラー（Viktor Adler、1852-1918）（レンナー内閣外相）
- オットー・バウアー（Otto Bauer、1881-1938）（レンナー内閣外相、後の党指導者）
- ユリウス・ドイチュ（Julius Deutsch、1884-1968）（レンナー内閣陸相、後の「共和国防衛同盟」指揮官）

### 護国団
- エルンスト・シュターレンベルク（Ernst Rüdiger Starhemberg、1899-1956）（護国団指導者、ドルフース内閣及びシュシュニック内閣副首相）
- エミール・ファイ（Emil Fey、1886-1938）（護国団ウィーン支部長、ドルフス内閣副首相）
- ヴァルター・プフリーマー（Walter Pfuimer、1881-1968、護国団シュタイアーマルク支部長、1931年9月に一揆を計画して逮捕）

### その他
- ヨハン・ショーバー（官僚、首相在任は計3期）